# Franklin Pierce
Franklin Pierce, ameriški odvetnik, tožilec, general in politik, * 23. november 1804, Hillsborough, New Hampshire, † 8. oktober 1869, Concord, New Hampshire.
Pierce je bile 14. predsednik ZDA (4. marec 1853 - 4. marec 1857). Predhodno je bil kongresnik ZDA iz New Hampshira (1833–1837) in senator ZDA iz New Hampshira (1837–1842).
Njegov oče, Benjamin Pierce, je bil general milice in dvakratni guverner New Hampshira.